# Antagnac
Antagnac (okzitanisch Antanhac) ist eine französische Gemeinde mit 222 Einwohnern (Stand 1. Januar 2022) im Département Lot-et-Garonne in der Region Nouvelle-Aquitaine (vor 2016 Aquitanien). Die Bewohner werden Antagnacais genannt.

## Geographie
Antagnac liegt in der Landschaft Landes de Gascogne zwischen Grignols und Casteljaloux, die Gemeinde grenzt an das Département Gironde. Durch das Gemeindegebiet führt die ehemalige Route nationale 655, welche zur Route départementale D655 wurde.
Umgeben wird Antagnac von den Nachbargemeinden:
|                     | Cours-les-Bains (Département Gironde)       |         |
|                     | Kompassrose, die auf Nachbargemeinden zeigt | Ruffiac |
| Saint-Martin-Curton |                                             |         |

Folgende Fließgewässer durchqueren das Gemeindegebiet:
- Ruisseau de Bretagne, Nebenfluss der Avance,
- Ruisseau de Barthos, Nebenfluss des Ciron und
- Lisos, Nebenfluss der Garonne.

## Name
In einem Werk namens Archives historiques de la Gironde wird das Dorf 1316 unter dem Namen Saint Jean d’Antinhac erwähnt, wobei der Name Antinhac entweder vom gallorömischen Familienname Antanius oder einer Aneinanderreihung der Wörter an (ein) und tann (Eiche) stammt. Das Suffix -ac ist ein Hinweis auf die Präsenz der gallorömischen Kultur.

## Geschichte
Zwischen September 1939 und Juni 1940 wurden die Bewohner von Volgelsheim (Haut-Rhin) in die Gemeinde Antagnac und den angrenzenden Ort Ruffiac umgesiedelt, nachdem eine zehn Kilometer lange Zone entlang der deutsch-französischen Grenze für das französische Heer evakuiert werden musste. Eine Straße in Volgelsheim heißt heute noch Rue d’Antagnac.
1972 fusionierten Antagnac und Ruffiac, 2001 gingen die Gemeinden wieder getrennte Wege.

## Demographie
Die Bevölkerungsentwicklung in Antagnac wird seit 1793 dokumentiert. Mit Ausnahme von 2006 wurden jährlich Statistiken durch die Insee veröffentlicht.
2015 zählte die Gemeinde 245 Einwohner, was ein Anstieg von 10,86 % gegenüber 2010 bedeutet. 
| Jahr      | 1793 | 1800 | 1846 | 1876 | 1901 | 1946 | 1975 | 1999 | 2008 | 2018 |
| --------- | ---- | ---- | ---- | ---- | ---- | ---- | ---- | ---- | ---- | ---- |
| Einwohner | 343  | 314  | 413  | 377  | 359  | 288  | 370  | 333  | 214  | 224  |

## Sehenswürdigkeiten
- Die Kirche Saint-Jean-Baptiste im Stil der Gotik, erbaut im 15. Jahrhundert, welche ein mit Öffnungen versehener Glockengiebel, flankiert von zwei rechteckigen Türmen, die durch eine Galerie verbunden sind, sowie das einzigartige spitzbogige Langhaus kennzeichnet
- Die Kirche liegt auf dem ehemaligen Standort eines feudalistischen Gutshauses, welches vermutlich einst dem Herzog von Bouillon gehörte

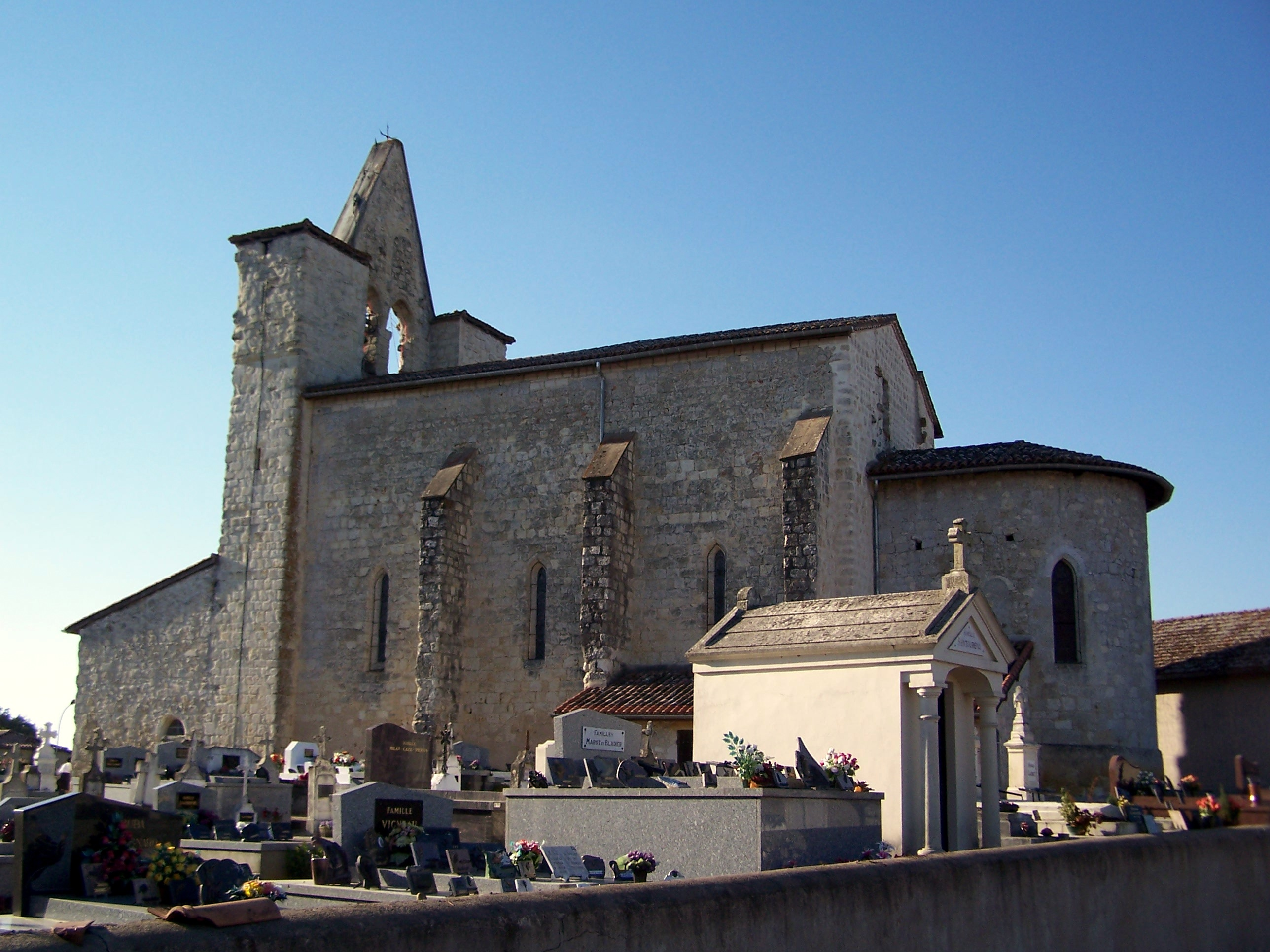
Die Kirche Saint-Jean-Baptiste im Jahr 2012
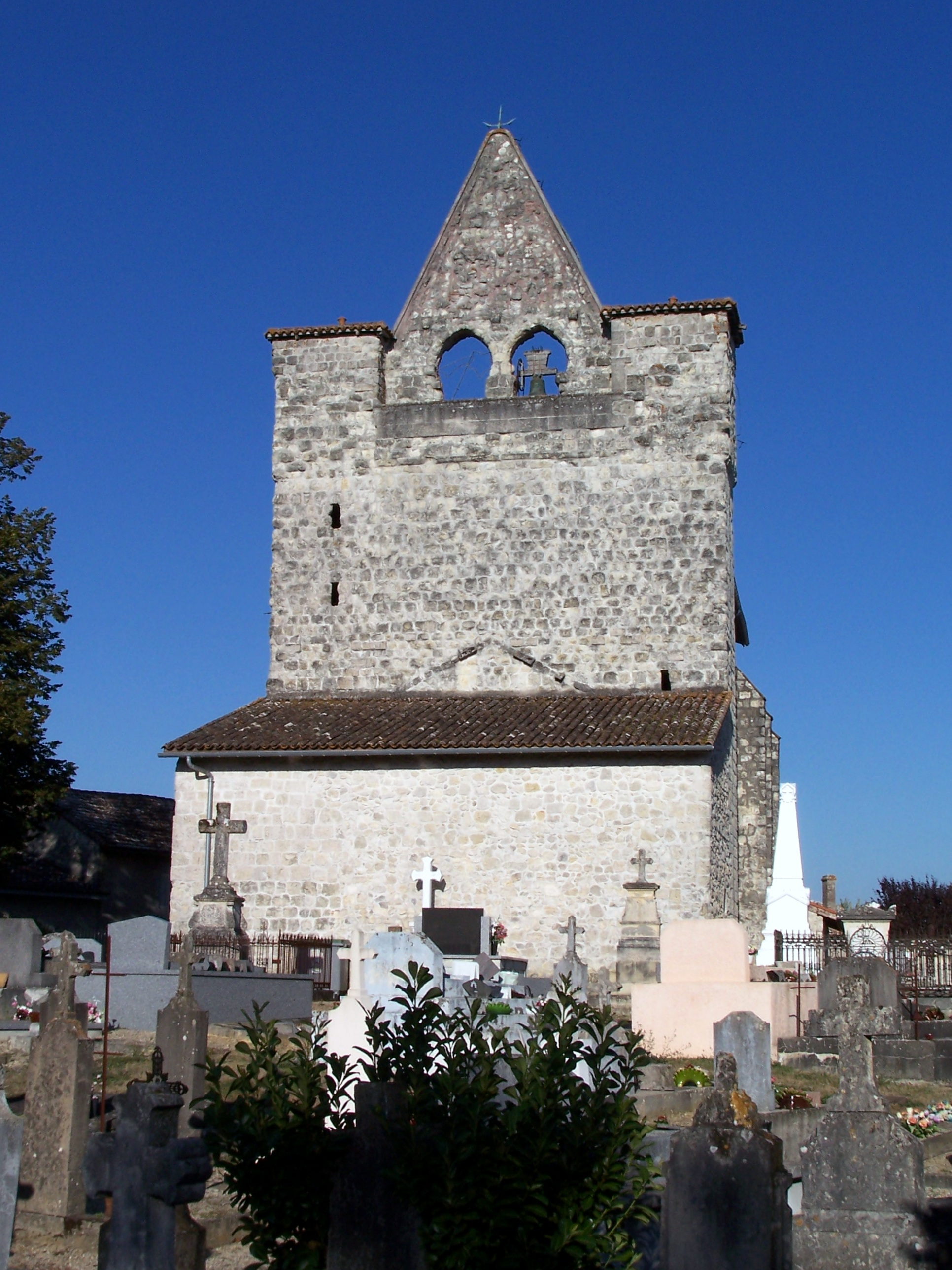
Der Glockengiebel mit den zwei Öffnungen im Jahr 2012
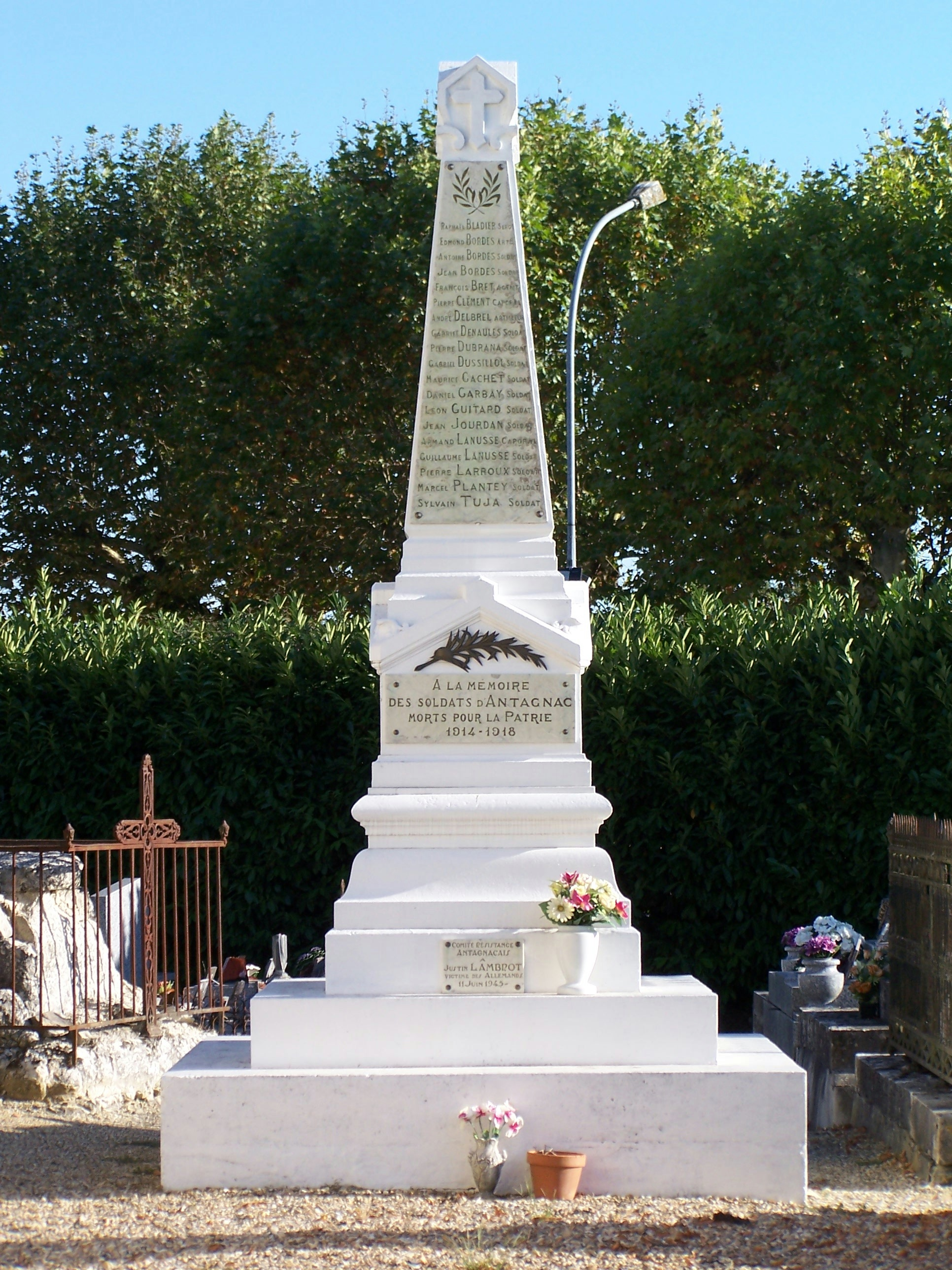
Die Kirche Saint-Jean-Baptiste im Jahr 2012